# Siketség
Siket (vagy hallássérült) olyan személy, akinek audiogramja min. 90 dB halláscsökkenést mutat mindkét fülön. Ez azt jelenti, hogy az illető egyáltalán nem hall semmit, vagy azt, hogy hallásmaradványa csak az erőteljes mély hangokat észleli. Magyarországon a SINOSZ adatai szerint kb. 60 000 ember siket.
A siketség kb. 50%-ban öröklött rendellenesség. A fennmaradó 50%-ban a halláskárosodás szerzett, vagyis betegségnek, baleseteknek, gyógyszer mellékhatásának tudható be. A siketség korrigálható, amennyiben a rendellenesség a középfülben van jelen. A belső fül zavara esetében jó eredménnyel alkalmazható a cochleáris implantáció, amely a szőrsejtek feladatát veszi át. A hallóideg illetve az agy működési zavara esetében a siketség csak kis mértékben vagy egyáltalán nem gyógyítható. Maga a siket közösség a siketség gyógyítására tett kísérleteket az erőszakos asszimiláció részének tekinti, ezért elveti.
A siketség kialakulásának időpontja szerint megkülönböztethetünk prelingvális, perilingvális és posztlingvális siketséget.
- prelingvális a siketség, ha még az anyanyelv elsajátítása előtt,
- perilingvális, ha az anyanyelv elsajátítása közben,
- és posztlingvális, ha a nyelv elsajátítása után alakult ki.[1]

A kialakulás időpontja főleg a rehabilitáció szempontjából jelentős.
Legalábbis a prelingvális és a perilingvális siketekre jellemző, hogy jobb a perifériás látásuk, ami részben a retina eltérő fejlődésének, részben a hallókéreg bevonásának köszönhető. A jelnyelv használata is fejleszti perifériás látást, és a reakcióidőt is javítja. Jellemző még a vibráció jobb észlelése, a zenéből inkább a basszust és a ritmust tudják ezzel érzékelni. Általában erősebb a figyelmük, és jobban meg tudják osztani.
A siket megnevezés kevésbé elterjedt, de maguk a siketek előnyben részesítik a sükettel szemben (ez utóbbinak a siketek szerint a köznyelvben negatív mellékjelentése van az illető észbeli képességeire vonatkozóan). Mindenképp a siket (vagy hallássérült) megnevezés használandó siketek jelenlétében. A siketek általában képesek szájról olvasni, másrészt a testbeszéd is árulkodó lehet, ha a jelenlétükben róluk beszélnek.

## Társulása más fogyatékosságokkal
A siketnéma megnevezés arra a siketre vonatkozik, aki egyúttal néma is. A siketek vitatják ezt a szóhasználatot, mert nem tudják értelmezni siketekre a némaságot. Előfordul, hogy a prelingvális siketeket is így hívják, bár ez nagyon félrevezető, hiszen a legtöbb siket tud beszélni. A siketek különösen rossz néven veszik, ha a némaságot összemossák a siketséggel, ezért nem jó egy kérdőíven ugyanabban a pontban rákérdezni a két fogyatékosságra. A siketkultúrában még a siketnémaság létét is megkérdőjelezik, mivel a siketek számára a jelelés is beszédnek számít, csak egy más nyelven. Nem tudják, vagy ha tudják is, nem akarják elfogadni, hogy vannak siketek, akiknek semmilyen nyelvismeretük sincs, mert mindenféle nyelvtől elzárva, hallók között nőttek fel, és kommunikációjukat mindössze néhány tucat házi jel szolgálja. A probléma el nem ismerése és a szülők felelősségre vonása a korai fejlesztés gátja lehet. Nemzetközi szervezetek igyekeznek segíteni ezen a problémán, amely szervezetek nélkülözik a siket önkénteseket, mivel a közösség nem ismeri el a probléma létezését, ezért nem járul hozzá annak megoldásához. Ugyanakkor az elért sikerek miatt az érintett személyek mégsem tekinthetők némának.
Siketvaknak azokat a hallássérülteket tekintik, akiknek a látása annyira sérült, hogy nem lehet az egyik érzéket a másikkal kompenzálni, így speciális módszerekre és eszközökre szorulnak. Ők sokkal jobban igénylik a segítséget, és gyakrabban is maradnak ki a képzésből.

## Siketkultúra
Fogyatékosságuk miatt a siketek gyakran elszigetelődnek a halló többségtől, ezért leginkább egymás között töltik szabadidejüket. Ez egy külön kultúra, a siketkultúra kialakulásához vezetett, aminek az is része, hogy tagjai épnek érzik magukat.
Ide tartozik a jelnyelv mellett az, hogy a nagyobb városokban van egy hely, ahol rendszeresen találkoznak egymással. Jellemző a jelnyelvi színjátszás, és jellemzőek a jelnyelvi szavalókórusok.
A siket sportolók nem vesznek részt a paralimpián. Helyette saját világjátékukat, a siketlimpiát rendezik meg négy évente, az olimpiát követő évben. A magyar siket sportolók legtöbbje a Siketek Sport Klubja (SSC) tagja. Sok szép eredménnyel dicsekedhetnek több sportágban is. Nemzetközi szinten a siket sportolókat a Siketek Nemzetközi Sportegyesülete, a Committee International des Sports Sourds (CISS) fogja össze.
A kultúra tagjai közül sokan inkább egy nyelvi, kulturális közösség tagjainak érzik magukat, mint fogyatékosnak. Sőt, egyes országokban el is utasítják, hogy fogyatékosok lennének, és épségük elismeréséért küzdenek.

### Nyelv
A siketkultúra legismertebb eleme a jelnyelv. Ezzel kapcsolatban elterjedt tévhit, hogy nem igazi nyelv, hanem egy pantomimszerű jelrendszer. Egy másik hiedelem szerint a jelnyelv nemzetközi. Valójában nem egy jelnyelv létezik, hanem minden országban más jelnyelven jelelnek, és van, ahol több jelnyelv is létezik; ezek éppúgy nyelvek, mint a hangzó nyelvek. A JEL TV egy internetes TV, amely magyar jelnyelven sugároz.
A legtöbb országban a siketek nem tanulhatnak anyanyelvükön írni-olvasni, mert jelnyelvük nem létezik írásos formában. A hangnyelvet is sokszor csak alapszinten tudják elsajátítani. Mindezek miatt közöttük aránylag több az analfabéta, mint a hallók között. Az Amerikai Egyesült Államokban sokat segített az, hogy megalkottak egy írást az amerikai jelnyelv számára.
Magyarországon két jelnyelvet használnak a siketek: a magyar jelnyelvet, ami a prelingvális siketek anyanyelve, és a jelelt magyart, amit hallók jelenlétében használnak. A gyógypedagógusok hozzáállása miatt ugyanis sokszor nem mernek magyar jelnyelven jelelni, ha halló is látja őket. Ez azonban már változóban van, egyre többször lehet az utcán jelelő siketeket látni. A jelelt magyar sokszor inkább a magyar nyelv szórendjét és nyelvtanát követi: még a névelők megkülönböztetésére is képes. 2009 óta a magyar jelnyelv hivatalos nyelv Magyarországon.
Ezen kívül használják még annak az országnak a nyelvét is, ahova tartoznak. Nyelvtudásuk és beszélőképességük nagy mértékben változó. A kontroll hiánya miatt hangzó beszédük gyakran elmosódott, nem tudnak hangsúlyozni, és a hangerő és a hangminőség sem megfelelő. A magyar prelingvális siketek jellemzően nem tudnak jól magyarul sem szóban, sem írásban.
A siketek információéhesek, tehát ha valamelyikük úgy érzi, hogy megtudott valamit, azt igyekszik közölni társaival. Azonban mivel sok siket idegen nyelvi tudása gyenge, az olvasottakat könnyen félreérthetik, így a közösségben a hallók iránti bizalom hiánya miatt olykor képtelenségek is elterjednek, különösen, ha az orvosokról vagy gyógypedagógusokról szól.

### Szóhasználat
A siketek, különösen a prelingvális siketek néhány szót a többségtől eltérően értenek és használnak. Ez akár konfliktushoz is vezethet. 
- Számukra a süket szó pejoratív tartalmú, ostobát (is) jelent.[10][20] Ha egy hallássérült süketnek nevezi magát, akkor ő nagyothalló.
- A néma szót egyrészt a csendes, hangtalan szavak szinonimiájának tekintik, másként a jelnyelv elnyomására emlékezteti őket.[10][20]
- A jelbeszéd szót a jelnyelv lebecsüléseként értékelik; úgy érzik, mintha ezzel annak önálló voltát tagadnák.[20]
- A mutogat, mutogatás számukra nem elfogadható, mert a jelnyelv tagoltsága megegyezik a hangzó nyelvével.[21][22]
- A halló köszönést nem szeretik, mert automatikusan a halló, mint a siket szó ellentéte jut eszükbe, ezért nem fér össze a siketséggel.

## Érdekképviselet
Magyarországon a siketek érdekeit a Siketek és Nagyothallók Országos Szövetsége (SINOSZ) képviseli, éppúgy, mint a többi hallássérültét. A szövetség megyei szervezeteiben jelnyelvet is tanítanak.

## Oktatás
Az oktatás nagyon fontos a közösség szempontjából, különösen a prelingvális siketek szempontjából, mivel itt teszik magukévá a siketkultúrát.
A siketek oktatásában több módszert is használnak, illetve használtak.
A manuális módszert a siketoktatás kezdetén használták. Jelnyelven, és írás-olvasáson alapult, az önálló életre való képességre nevelést és egy mesterség elsajátítását tűzte ki célul. Amikor már tudták tanítani, akkor a beszéd és a szájról olvasás egy későbbi fázisban került sorra, és sokkal kevesebb fontosságot tulajdonítottak ezeknek a képességeknek, mint ma. Képviselőinek meggyőződése volt, hogy a siket tanulók fejleszthetők, és a közismereteket is meg tudják tanulni könyvből. A siketek között ma is vannak hívei ennek a módszernek, mondván, hogy a hallók túlbecsülik a hangzó szóbeliséget a siketek életében.
Auditív-verbális módszer: nemcsak szájról olvasást és beszédet tanítanak, hanem hallani is, a hallásmaradvány minél jobb kihasználása végett. Képviselőinek meggyőződése, hogy a kizárólagos hangnyelvi oktatás és a jelelés tilalma a tanórákon az egyedüli módszer, amellyel a siket tanuló megtanul beszélni, szakképesítést tud szerezni, beilleszkedik a társadalomba, és annak hasznos tagjává válhat. Történetileg a kimenetet és a hangzó szóbeliséget előtérbe helyező orális módszerből alakult ki. Korábban kizárólag ezzel a módszerrel tanítottak  Magyarországon, mint sok más országban, bár nem mindegyik gyógypedagógus értett vele egyet. Ma már 2017 óta a siketek iskoláiban (Budapesten, Debrecenben, Egerben, Kaposváron, Sopronban, Szegeden, Vácon) a kétnyelvű oktatás választható. 
Kétnyelvű módszer: két nyelven végzik az oktatást, és a hangnyelvet emellett idegen nyelvként tanítják, kiejtéssel és szájról olvasással együtt. Képviselőinek meggyőződése, hogy a két nyelven végzett oktatás a legjobb módszer, amellyel a siket tanuló megtanul beszélni, szakképesítést, esetleg diplomát tud szerezni, beilleszkedik a társadalomba, és annak hasznos tagjává válhat. Több országban, így Svédországban, Finnországban, Dániában, Hollandiában, Portugáliában, Venezuelában, Uruguayban, Nagy-Britanniában, Dél-Afrikában, Ausztráliában és az Amerikai Egyesült Államokban pozitív tapasztalatokról számoltak be.
A két módszer képviselői között ádáz viták zajlanak. Egyik sem törekszik arra, hogy megértse a másik szempontjait, sőt a másik módszert kifejezetten károsnak tartja. Az auditív-verbális módszerben hívők szerint a kétnyelvű módszer a tanulók elszigetelődését segíti elő. Nem tanulnak meg beszélni, vagy legalábbis nem szocializálódnak megfelelően. A kétnyelvű módszerben hívők szerint az auditív-verbális módszer megnyomorítja a tanulók mindennemű kommunikációját, és nem biztosítja a közismeretek megszerzését. Így a prelingvális siket diáknak alig van esélye arra, hogy leérettségizzen, és még kevesebb arra, hogy továbbtanuljon.
Egyes afrikai országokban azonban nem az ott honos jelnyelven oktatnak, hanem más jelnyelvekből hoznak át egészen új jeleket, amiket a helyi jelnyelv nyelvtanával használnak. Az oktatók a helyi jelnyelv eredeti jeleit mutogatásnak minősítik, és ugyanúgy kizárják az órákról, mint az auditív-verbális módszer hívei a jelelést. Ez ugyanúgy megnehezíti a tanulást, mint ha kizárólagosan hangnyelven tanítanának, emellett a helyi jelnyelv szókincsének lecserélődéséhez és az eredeti jelek eltűnéséhez vezetnek.
Hagyományosan (1990 előtt) a fiúk nyomdásznak vagy asztalosnak, a lányok varrónőnek vagy bőrdíszművesnek tanultak. A fiatalok egyre nagyobb arányban végeznek középiskolát, érdekli őket az informatika is. Korábban nagy arányú elutasítással kerültek szembe a munkaerő-piacon, de azóta ezen a téren is javult a helyzet.